# Daniel Pinchbeck

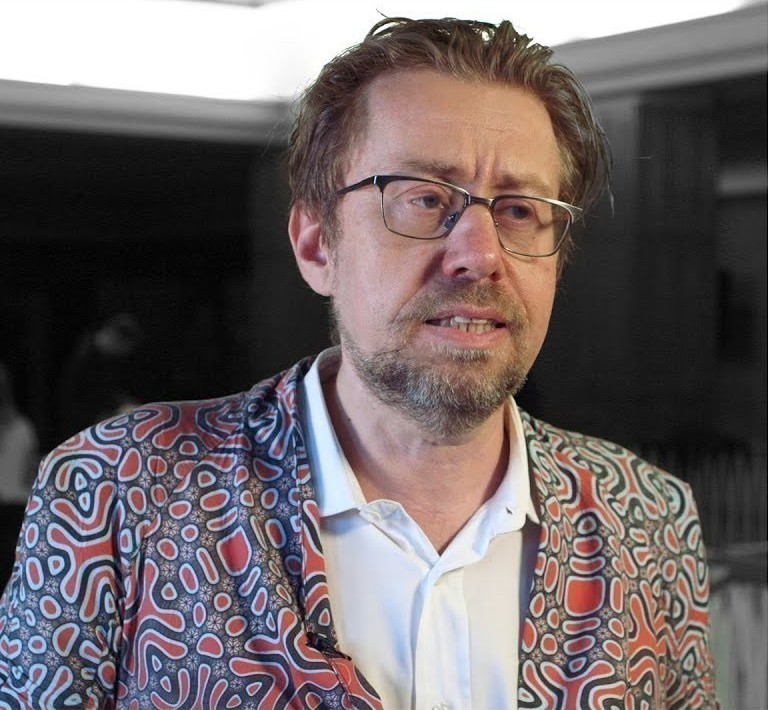
Daniel Pinchbeck (2018)

Daniel Pinchbeck (* 15. Juni 1966) ist ein US-amerikanischer Autor und Verfechter des Gebrauchs von psychedelischen Substanzen wie LSD, Psilocybinpilzen und Peyote.

## Leben
Der Autor ist der Sohn des Malers Peter Pinchbeck und der Schriftstellerin Joyce Johnson, einer Freundin von Jack Kerouac und einer Gruppe von Literaten, die sich Beat Generation nannten. Anfang der 90er-Jahre gründete er zusammen mit Thomas Beller und Robert Bingham in New York die Literaturzeitschrift Open City, aus der auch ein Buchverlag hervorging.
Pinchbeck veröffentlichte die Bücher Den Kopf aufbrechen: Eine psychedelische Reise ins Herz des Schamanismus und 2012. Die Rückkehr der gefiederten Schlange. Reportagen des Autors erschienen in zahlreichen Zeitschriften.
Daniel Pinchbeck lebt in New York.

## Werke
- Daniel Pinchbeck: Den Kopf aufbrechen: Eine psychedelische Reise ins Herz des Schamanismus. Goldmann, 2002, ISBN 3-442-21653-2.
- Daniel Pinchbeck: 2012. Die Rückkehr der gefiederten Schlange. Hugendubel Heinrich Verlag, 2007, ISBN 3-720-59000-3.
- Daniel Pinchbeck: How soon is Now? Wie lange wollen wir noch warten? Ein Manifest gegen die Apokalypse. Scorpio Verlag, 2017, ISBN 978-3-95803-074-9.